# Miloš Manojlović
Miloš Manojlović, hrvaški general, * 6. september 1917, † ?.

## Življenjepis
Pred vojno je bil podčastnik v VKJ. Leta 1941 je vstopil v NOVJ in KPJ. Med vojno je bil med drugim poveljnik Gubčeve brigade.
Po vojni je končal VVA JLA in École d'État-major.